# Manifiesto
Manifiesto var albumet som inte blev färdigt då Victor Jara mördades (1973). Albumet släpptes året därpå (1974) i Europa som postum.
Albumet släpptes med olika titlar som i Storbritannien som "Manifesto" i Frankrike som "Presente" och i Spanien som "Canciones Póstumas".

## Låtlista
Alla låtar är komponerade av Víctor Jara, om inget annat anges.
| Nr  | Titel                                                                          | Musik                                        | Längd |
| --- | ------------------------------------------------------------------------------ | -------------------------------------------- | ----- |
| 1.  | Manifiesto                                                                     |                                              | 4:29  |
| 2.  | Cuando voy al trabajo                                                          |                                              | 3:53  |
| 3.  | El Pimiento                                                                    |                                              | 3:55  |
| 4.  | Vientos del pueblo                                                             |                                              | 2:37  |
| 5.  | Aquí me quedo                                                                  | Pablo Neruda, Patricio Castillo, Víctor Jara | 3:01  |
| 6.  | Caicaivilú (o La serpiente luminosa) (single A, 1972)                          |                                              | 3:10  |
| 7.  | Doncella encantada (o Huillimalón) (single B, 1972)                            |                                              | 4:19  |
| 8.  | La Bala (single A, 1972)                                                       | Popular Venezolana, Víctor Jara              | 5:10  |
| 9.  | Qué lindo es ser voluntario (single B, 1972)                                   |                                              | 3:28  |
| 10. | Marcha de los trabajadores de la construcción (single A, 1973)                 |                                              | 3:27  |
| 11. | Parando los tijerales (single B, 1973)                                         |                                              | 2:41  |
| 12. | Arauco (con la Orquesta de la U. de Chile; Arr.: Mariano Casanova)             |                                              | 2:51  |
| 13. | Oficina abandonada (con la Orquesta de la U. de Chile; Arr.: Mariano Casanova) |                                              | 3:00  |
| 14. | Vientos del pueblo (version alternativa; Arr.: Sergio Ortega)                  |                                              | 2:25  |
| 15. | Aquí me quedo (version alternativa; Arr.: Sergio Ortega)                       | Pablo Neruda, Patricio Castillo, Víctor Jara | 2:49  |
| 16. | El arado (segunda versión, 1973)                                               |                                              | 3:26  |